# Gänsehirtenturm
Der Gänsehirtenturm ist ein mittelalterlicher Wehrturm der denkmalgeschützten Stadtbefestigung der Stadt Quedlinburg in Sachsen-Anhalt. Er dient heute Wohnzwecken.

## Lage
Der Turm befindet sich im östlichen Teil der alten Stadtbefestigung der historischen Quedlinburger Neustadt auf der Ostseite der Straße Hinter der Mauer, etwas nördlich der Einmündung der Kaiserstraße, an der Adresse Hinter der Mauer 13.

## Geschichte und Architektur
Der auf quadratischem Grundriss errichtete Turm wurde um 1170 errichtet. In der Zeit um 1340 wurde der Wehrturm umgebaut.
Der Hintergrund der Bezeichnung als Gänsehirtenturm und ein möglicher Zusammenhang mit der Tierhaltung ist unklar. Eine Angabe nennt den Turm als Wohnsitz des Gänsehirten. Nach einer Sage trafen sich im Turm regelmäßig die Gänsehirten, worauf der Name zurückgehen soll.